# Малецька волость
Малецька волость — історична адміністративно-територіальна одиниця Пружанського повіту Гродненської губернії Російської імперії (волость). Волосний центр — містечко Малеч.
Станом на 1885 рік складалася з 7 поселень, 5 сільських громад. Населення — 4800 осіб, 335 дворових господарств, 10 922 десятини землі (4 973 — орної).

## У складі Польщі
Після анексії Полісся Польщею волость отримала назву ґміна Малєч Пружанського повіту Поліського воєводства Польської республіки (гміна). Адміністративним центром було містечко Малеч.
Розпорядженням Міністра Внутрішніх Справ 5 січня 1926 р. передано населені пункти: 
- з ліквідованої ґміни Байкі: села: Бакуни, Воротне, Кутневичі, Миколаєвичі, Обеч, Ріп'яхи, Ткачі (також звані Барташі), Занівичі й Зосин, фільварки: Байки, Букрабівщина, Кузьмівщина, Ритвинщина і Сталівщина, колонія: Лукашуки, селище: Кінчики;
- із ґміни Микітиче — село: Вінець.

1 квітня 1932 р. за розпорядженням Міністра внутрішніх справ Польщі приєднано населені пункти:
- з ліквідованої ґміни Рев'ятиче — села Бармути, Горськ, Постолове і Житин та урочище Теофілівка;
- з ліквідованої ґміни Береза-Картуска — села: Нивищі й Карпечі;
- із ґміни Сєлєц — села: Чорничне, Логіси, Давидовичі, Вишневичі, Ворожбити і Коти, околиці: Чорничне, Бухалі, Чечки, Дідовець, Круки і Полонний Груд, маєтки: Давидовичі, Полонний Груд, Галове і Коти;
- із ґміни Пружана — села: Задворяни, Загір'я і Тулівщина; фільварки: I Загір'я і II Загір'я, хутір: Болдун.

15 січня 1940 р. ґміни (волості) ліквідовані у зв'язку зі створенням районів.